# ドルジュ県
| 県章 ドルジュ県の位置 |                     |
| 地域                  | 南西地域            |
| 歴史的な地域          | オルテニア          |
| 県都                  | クラヨーヴァ        |
| 面積                  | 7,414km2            |
| 人口                  | 599,442人（2021年） |
| 人口密度              | 81人/km2            |
| ISO 3166-2            | RO-DJ               |

ドルジュ県 （ドルジュけん、ルーマニア語:Judeţul Dolj）は、ルーマニア・オルテニア地方の県。県都はクラヨーヴァ。東部をオルト県、西部をメヘディンチ県、北部をゴルジュ県とヴルチャ県、南部をブルガリアのモンタナ州とヴラツァ州と隣接する。

## 人口統計
人口は599,442人（2021年国勢調査）。主要民族構成は下記の通りである。
- ルーマニア人 - 494,409人
- ロマ人 - 29,918人

| 年   | 県人口  |
| ---- | ------- |
| 1948 | 615,301 |
| 1956 | 642,028 |
| 1966 | 691,116 |
| 1977 | 750,328 |
| 1992 | 762,142 |
| 2002 | 734,231 |
| 2011 | 660,544 |
| 2021 | 599,442 |

## 地理
面積は7,414平方キロメートルである。県全体が平野部で、南部でドナウ川が広い谷を形成する。県中央部をジウ川が流れる。その他にも小さな河川があり、小さな谷を形作っている。ドナウ川流域谷の水路には小さな湖やたくさんの池がある。県の6％ほどの地域はオルテニア・サハラと呼ばれる砂漠地帯である。

## 経済
農業が主要産業となっている。穀物、野菜、ワイン生産がされる土地が広がる。その他産業は主として南西部最大の都市クラヨーヴァに集中する。
- 自動車産業 - デウ自動車が工場をかまえていた。2006年8月終わり頃には、ルーマニア政府はデウの51％のシェアを獲得し転売する計画であった。ゼネラルモータースとルノーがこの工場に関心を示している。
- 電機産業と輸送設備
- 航空産業
- 化学薬品製造
- 食品・飲料製造
- 織物産業
- 機械部品製造

ドナウ河岸に小さな港ベケト（Bechet）とカラファトがある。

## 観光
- クラヨーヴァ
- カラファト
- ドナウ河畔での釣り
- バイレシュティ

## 行政区画
県は3つの都市、4つの町、104の基礎自治体からなる。

### 主な都市
- クラヨーヴァ
- バイレシュティ（Băileşti）
- カラファト
- ドブレシュティ
- バレア・スタンチュルイ
- サドバ
- ムルシャニ
- ピエレシュティ
- コムナ・ロバネシュティ
- ゲルチェシュティ
- クルチャ